# = (álbum)
= (pronuncia-se [ˈiːkwəlz]) é o quinto álbum de estúdio do cantor e compositor britânico Ed Sheeran, lançado através Asylum Records e Atlantic Records em 29 de outubro de 2021. O álbum foi precedido pelos singles "Bad Habits" e "Shivers".

## Antecedentes
Ed Sheeran lançou seu segundo projeto de colaboração, No.6 Collaborations Project, em julho de 2019. O álbum foi recebido com críticas mistas dos críticos, mas estreou no topo da UK Albums Chart e da Billboard 200 dos Estados Unidos, e foi nomeado para Melhor Álbum Vocal de Pop no Grammy Awards de 2020.
Em 18 de agosto de 2021, Sheeran disse que haveria um "grande anúncio" no dia seguinte. Em 19 de agosto, ele anunciou o álbum e sua data de lançamento em 29 de outubro em suas contas nas redes sociais. Ele descreveu o álbum como seu disco de "amadurecimento". Para ele, o álbum foi um "recorde muito pessoal e que significa muito para [ele]", citando mudanças em sua vida, incluindo casamento, nascimento de sua filha e perdas experimental.

## Lançamento e promoção
= foi lançado em 29 de outubro de 2021. O álbum foi disponibilizado para pré-venda em 19 de agosto de 2021. Foi lançado em fita cassete, CD,  download digital, streaming e disco de vinil.

### Singles
= foi procedido por três singles e um single promocional.
"Bad Habits" serve como o primeiro single de =. Foi lançado com seu vídeo musical dirigido por Dave Meyers em 25 de junho de 2021. "Bad Habits" foi um sucesso comercial, alcançando o primeiro lugar em vários países. Ela provou ser particularmente bem-sucedida no Reino Unido e na Irlanda, onde a canção passou onze semanas consecutivas no topo da UK Singles Chart e da Irish Singles Chart. Nos Estados Unidos, a canção alcançou a posição número dois na Billboard Hot 100.
"Shivers" foi anunciada como segundo single em 2 de setembro de 2021, e lançada em 10 de setembro. O vídeo musical que acompanha foi lançado no mesmo dia, estrelado por Sheeran e AnnaSophia Robb. "Shivers" alcançou o topo das paradas no Reino Unido e na Irlanda, superando o single anterior de Sheeran, "Bad Habits".
"Overpass Graffiti" foi lançada em conjunto com o álbum em 29 de outubro de 2021 como o terceiro single.
"Visiting Hours" foi lançada como single promocional do álbum em 19 de agosto de 2021. No Reino Unido, a canção alcançou o número 5 na UK Singles Chart.

## Lista de faixas
| = – Edição padrão |                           |                                                                                            |                                     |         |  |
| N.º               | Título                    | Compositor(es)                                                                             | Produtor(es)                        | Duração |  |
| 1.                | "Tides"                   |                                                                                            |                                     |         |  |
| 2.                | "Shivers"                 | Ed Sheeran Steve McCutcheon Kai Lavelle Johnny McDaid                                      | Ed Sheeran Steve Mac Fred Again     | 3:27    |  |
| 3.                | "First Times"             |                                                                                            |                                     |         |  |
| 4.                | "Bad Habits"              | Ed Sheeran Fred Gibson Johnny McDaid                                                       | Ed Sheeran Fred Again Johnny McDaid | 3:51    |  |
| 5.                | "Overpass Graffiti"       |                                                                                            |                                     |         |  |
| 6.                | "The Joker and the Queen" |                                                                                            |                                     |         |  |
| 7.                | "Leave Your Life"         |                                                                                            |                                     |         |  |
| 8.                | "Collide"                 |                                                                                            |                                     |         |  |
| 9.                | "2step"                   | Ed Sheeran David Hodges Louis Bell Andrew Wotman                                           | David Hodges Andrew Hatt            | 2 : 33  |  |
| 10.               | "Stop the Rain"           |                                                                                            |                                     |         |  |
| 11.               | "Love in Slow Motion"     |                                                                                            |                                     |         |  |
| 12.               | "Visiting Hours"          | Amy Wadge Ant Clemons Ed Sheeran Johnny McDaid Kim Lang Smith Michael Pollack Scott Carter | Ed Sheeran Johnny McDaid            | 3:35    |  |
| 13.               | "Sandman"                 |                                                                                            |                                     |         |  |
| 14.               | "Be Right Now"            |                                                                                            |                                     |         |  |

## Histórico de lançamento
| Região | Data                  | Formato(s)                                  | Gravadora       | Ref.   |
| ------ | --------------------- | ------------------------------------------- | --------------- | ------ |
| Várias | 29 de outubro de 2021 | Cassete CD download digital streaming vinil | Asylum Atlantic | [ 10 ] |